# Maggie Furey
Maggie Furey (* 5. November 1955 in Herfordshire, England; † 3. November 2016 in Irland) war eine britische Fantasy-Autorin.

## Leben
Maggie Furey wurde am 5. November 1955 in Herfordshire im Nordosten Englands geboren. Sie arbeitete als Lehrerin und rezensierte Bücher für BBC Radio Newcastle. Bekannt wurde sie durch ihren epischen Fantasy-Zyklus „Die Artefakte der Macht“. Später war sie hauptberuflich als Schriftstellerin tätig. 1995 erhielt sie den British Fantasy Award als beste Newcomerin (Icarus).
Maggie Furey lebte mit ihrem Ehemann und ihren geliebten Katzen in Irland.

## Werk

### Die Artefakte der Macht (The Artefacts of Power)
- Vol. 1: Aurian, Legend 1994, ISBN 0-09-927071-4
  - Aurian. Bastei-Lübbe 1995, Übersetzer Michaela und Hans Link, ISBN 3-404-20254-6
- Vol. 2: Harp of Winds, Legend 1994, ISBN 0-09-927081-1
  - Windharfe, Bastei-Lübbe 1995, Übersetzer Michaela und Hans Link, ISBN 3-404-20267-8
- Vol. 3: Sword of Flame, Legend 1995, ISBN 0-09-927091-9
  - Flammenschwert, Bastei-Lübbe 1996, Übersetzer Michaela und Hans Link, ISBN 3-404-20284-8
- Vol. 4: Dhiammara, Legend 1997, ISBN 0-09-969811-0

Dhiammara, Bastei-Lübbe 1998, Übersetzer Michaela und Hans Link, ISBN 3-404-20326-7

### The Web
Furey hat die Bände 6 und 10 zu der zwölfteiligen Jugendbuch-Serie The Web beigetragen.

### Der Schattenbund (The Shadowleague)
- Vol. 1: The Heart of Myrial, Orbit 1999, ISBN 
  - Das Herz von Myrial, Bastei-Lübbe 1999, Übersetzerin Angela Koonen, ISBN 3-404-28328-7
- Vol. 2: The Spirit of the Stone, Orbit 2001, ISBN
  - Der Geist des Steines, Bastei-Lübbe 2002, Übersetzerin Angela Koonen, ISBN 3-404-28334-1
- Vol. 3: The Eye of Eternity, Orbit 2002, ISBN 1-84149-115-2
  - Das Auge der Unendlichkeit, Bastei-Lübbe 2004, Übersetzerin Angela Koonen, ISBN 3-404-28346-5

### The Chronicles of Xandim
- Vol. 1: Heritage of the Xandim, 2009, Gollancz, ISBN 0-575-07665-8.
- Vol. 2: Exodus of the Xandim, 2010, Gollancz, ISBN 0-575-07666-6.